# Miller-Nunatak
Der Miller-Nunatak ist ein spitzer und 580 m hoher Nunatak im ostantarktischen Viktorialand. Er ragt 8 km ostsüdöstlich des Mount Dickason aus den Eismassen im unteren Abschnitt des Campbell-Gletschers auf.
Der United States Geological Survey kartierte ihn anhand eigener Vermessungen und Luftaufnahmen der United States Navy aus den Jahren von 1955 bis 1963. Das Advisory Committee on Antarctic Names benannte ihn 1968 nach dem US-amerikanischen Biologen Herman Thomas Miller (* 1931), der von 1965 bis 1966 auf der McMurdo-Station tätig war.